# Buniel
Buniel es una localidad y un municipio situados en la provincia de Burgos, en la comunidad autónoma de Castilla y León (España), comarca de Alfoz de Burgos, partido judicial de Burgos, cabecera del ayuntamiento de su nombre.

## Geografía
La localidad de Buniel está situada a 13 kilómetros al oeste de la ciudad de Burgos, en la confluencia de la carretera nacional  N-620  y la autovía  A-62 . Está ubicada a orillas del río Arlanzón y la altitud del municipio oscila entre los 920 metros al sur del territorio y los 810 metros en la ribera del río Arlanzón. El pueblo se alza a 846 metros sobre el nivel del mar. 

### Ubicación
| Noroeste: Comunidad de Tardajos y Las Quintanillas y Rabé de las Calzadas (exclave) | Norte: Tardajos | Noreste: San Mamés de Burgos |
| Oeste: Frandovínez                                                                  |                 | Este: Villalbilla de Burgos  |
| Suroeste: Frandovínez                                                               | Sur: Cavia      | Sureste: Albillos            |

## Historia
Buniel nace como tal en el año 884, tras la fundación el castillo de Burgos y ciudad de Burgos. 

Sobre el origen del topónimo hay varias especulaciones:
El origen en el nombre de una planta, bunion (Bunium bulbocastanum).
Otra interpretación es que viene del nombre latino Balneolus y que significa baño y alude a la presencia romana en la zona de Buniel que llegaría hasta la vecina población de Tardajos, así como la más que posible presencia de aguas termales en esta zona o colindantes...
Otra posible explicación del término Buniel es una derivación del nombre latino Bonellus, que es un diminutivo de Bonus que significa "Bueno", nombre propio de uso común en la Alta Edad Media. El Capítulo de Caballeros de San Juan de 1191 en Castronuño, otorgó escritura de venta de una heredad "qui est in villa que dicitur Bonel" cuyo nombre lo pudo recibir tanto de persona, cuanto de mojón, cuanto de hito próximo como "El Bonillo", Bonellus en esta acepción es diminutivo de Bona...
Hay restos que fechan la aparición de una comunidad romana en torno al siglo III o IV. Sus ruinas salieron a la luz a raíz de una excavación con motivo de la obra del Tren de Alta Velocidad, los restos hallados se encuentran, para su estudio, en el Museo Provincial de Burgos. Se pueden ver fotos tomadas por un vecino aquí.

Su ubicación a los pies del río Arlanzón ha supuesto que los pueblos limítrofes denominaran a sus habitantes con el apelativo de renacuajos, además gracias a esto, en Buniel la dedicación primordial ha sido desde siempre la agricultura, y en menor medida, la ganadería.
El origen real de esta localidad lo situamos sobre el año 890 d C. gracias a un hombre llamado Bonello, el cual condujo hasta allí a un grupo de familias (mitad soldados mitad labriegos) que buscaban ser castellanas, al encontrarlo se asentaron y le pusieron nombre al pueblo; al ser profundamente religiosos fueron adquiriendo la idiosincrasia de los pueblos de Castilla. 

En este momento Buniel quedó adscrito al alfoz de Burgos donde estará su centro político, administrativo y económico. 

Sin embargo, la primera vez que leemos el nombre de "Buniel" como tal, es el 14 de noviembre de 1058, en un documento del archivo del Monasterio de Cardeña, cuando la localidad ya tenía año y medio de vida: " ... la mitad de la Villa que llaman Buniel, en el alfoz de Burgos, con todo lo que a la mencionada Villa pertenecen: tierras, viñas, molinos, huertas, prados, pastos charcas, aguas, montes y fuentes y dehesas, árboles leñosos en todo su término, con entradas y salidas. Y esto a perpetuidad. Y también la mitad de la Iglesia de Santa maría con sus derechos. E igualmente concedo la mitad de Buniel el menor”.

En esa fecha y en ese texto, vemos también el donativo que realizó Don Nuño Álvarez, posible inversor de la localidad y propietario de esta, a Don Sisebuto, Abad del monasterio y amigo del Cid. El motivo de este donativo, fue garantizar la salvación de su alma y la de su difunta esposa Doña Teresa. Al parecer fue de gran importancia, al ser firmado por los reyes Don Fernando y Doña Sancha, por el futuro rey Don Sancho y los principales componentes del Cortejo real. 
 
El hecho es que Buniel está en el centro económico y que tras la donación el Monasterio de San Pedro Cardeña amplia sus dominios a este sector del Arlanzón.

Además en el documento se habla de la existencia de "Buniel el menor". Se situaría a 300 metros al norte de Buniel y pudo nacer como barrio cercano a "La Villa de Buniel"

Además de este documentan se encontraron otros dos, los de Fuentes y los de Villajon.

Hacia el año 1250 La Villa de Buniel contaba con aproximadamente 50 vecinos.

La Edad Media fue una etapa de cierta desarrollo y prosperidad para Buniel, y ya, en la Edad Moderna, Buniel parece incluida en la cuadrilla de tardajos con el nombre de "Villareal de Buniel". Es en este período cuando la Villa entra en el Señorío del Marqués, título que sigue a día de hoy.
Hasta el primer tercio del Siglo XIX hubo un marquesado en Buniel, el cual se encargaría del consejo, los impuestos, las autoridades o la jurisdicción. Tras esto, llegamos al reinado de Fernando VI, cuando se ejecutó el Catastro, para entonces "Villareal de Buniel" tenía 
el señorío del señor marqués y que en su nombre se nombraba a un vecino que representaba la justicia y al Rey, que pagaban los diezmos de su producción agrícola y un yantar al Abad de San Pedro Cardeña.

En 1752 ya había unos 250 habitantes distribuidos en unas 62 casas. Había para entonces sastres, pastores, labradores y hasta 3 sacerdotes. También había una taberna, dos molinos (que uno de ellos aún existe), un horno y un lavadero.

En los siglos XIX y XX se produjo la Guerra de la Independencia, la revolución de 1820 y las guerras carlistas. Esto, provocó algunos cambios en la localidad. Las cortes de Cádiz, suprimieron los señoríos y Buniel volvió a la Administración General del Estado, aunque siguió incluida en el partido judicial de Burgos.

En 1842 "Villareal de Buniel" sigue manteniendo los mismos habitantes pero en más hogares. Ya cuenta con dos mesones y una oficina de Portazgo que explotaba la Dirección General del Camino. También se incluye la Escuela de Primeras Letras para el aprendizaje de los niños, que rondaban los 64.
Además, la carretera Burgos-Valladolid se empieza a usar lo cual empezó a beneficiar al municipio.

En 1900 los habitantes eran 500 y en 1950 figuran en el censo 390. En esta época el municipio empezó a aprovecharse y beneficiarse del Camino Real a Valladolid, el cual se asfaltó y actualmente es la autovía A-62. De esta manera, empezó a crecer tanto económicamente como socialmente s gracias a ser una población bien comunicada, a pesar de una caída demográfica continuada hasta 1991, en la que se registran 130 habitantes.

El pueblo tuvo un gran crecimiento a principios del siglo XXI, como consecuencia del boom inmobiliario y actualmente una gran parte del páramo de Buniel se encuentra ocupado por los restos de una gran urbanización que se quedó a medio hacer por parte de la inmobiliaria Fadesa,.

Actualmente BUNIEL cuenta con 605 habitantes, un consultorio médico, servicio de guardería, polideportivo, locales para reunirse, parques infantiles, zonas verdes y un centro cultural. Además se encuentra en el área metropolitana de Burgos.

### Bandera y escudo

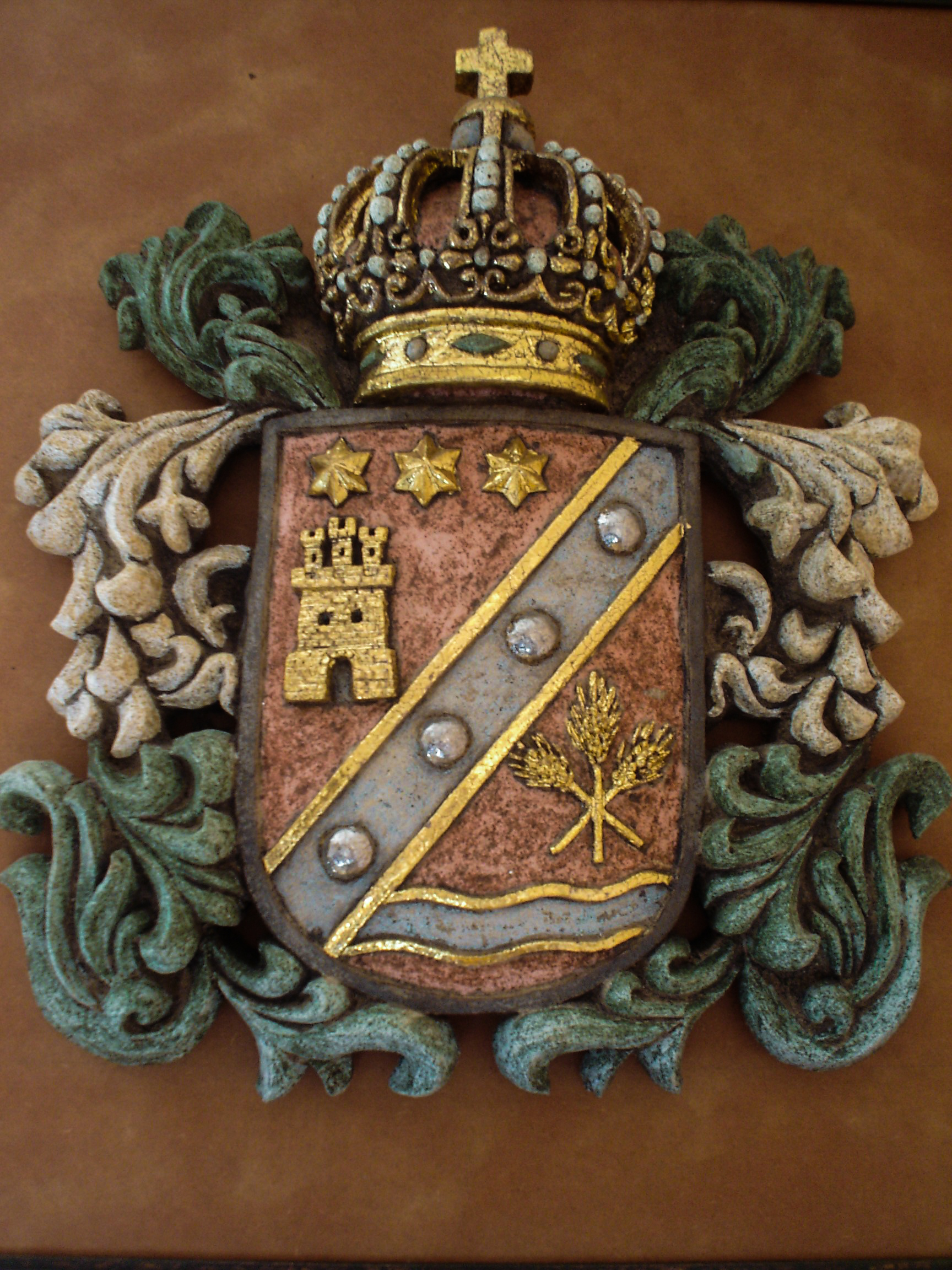
Escudo de Buniel

La Bandera es rectangular, y de abajo arriba tiene una raya amarilla con dos triángulos de color rojo a los lados superiores y de color azules en los lados inferiores. En el centro de esta, se encuentra el escudo municipal. El color rojo simboliza a Castilla, el amarillo a la agricultura, y el azul a las aguas del río Arlanzón.

El escudo cuenta con la parte de la corona y el cuerpo.
                          
La corona se sitúa encima del cuerpo, y significa el reino al que pertenece.

El cuerpo es de color rojo y simboliza a Castilla, el sufrimiento y la sangre. En él, aparece un castillo, que también representa a Castilla, y encima de este, tres estrellas de "oro" que representan los tres antiguos poblamientos, "Buniel Menor", "Fuentes" y "Villajón". También aparecen tres espigas de "oro" cruzadas que hacen referencia a la agricultura, debajo de estas, aparece una especie de río en nombre al Arlanzón. Y a estas dos partes les separa una banda azul que representa El viejo Camino Real de Burgos a Valladolid y en él, se incluyen cuatro círculos de "plata" que hacen referencia a los bezantes, una moneda oriental, los cuales se refieren a la riqueza y desarrollo que este camino proporcionó a la villa.

### Hallazgos

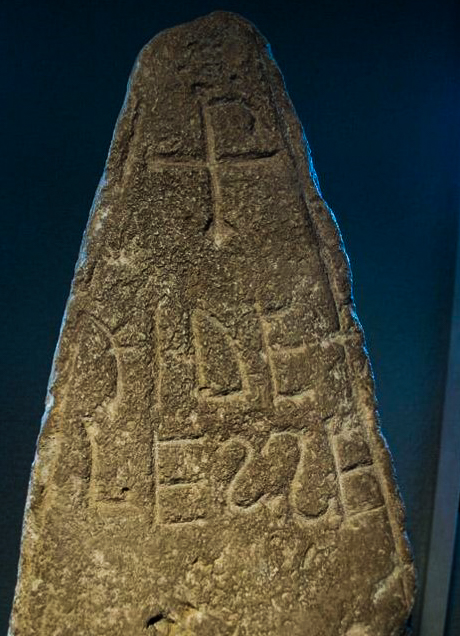
Piedra piramidal

Podemos encontrar en la localidad hayazgos como un piedra piramidal encontrada en 1912 con inscripciones y grabados en sus caras. La piedra, es de Hontoria de la Cantera y podría ser una piedra funeraria de los siglos V-VI. Actualmente se encuentra en el Museo de Burgos.

Además de esta, encontramos dos yacimientos romanos en la localidad encontrados 2015 gracias a las obras del AVE, son de entorno el siglo V-VII y según los estudios son una villa romana Molino de Arriba y una necrópolis.

## Demografía
Buniel cuenta con una población de 611 habitantes (INE 2024).
| Gráfica de evolución demográfica de Buniel entre 1842 y 2021                                                          |
| |
| Población de derecho según los censos de población del INE. Población de hecho según los censos de población del INE. |

## Monumentos
- Iglesia de Santa María la Mayor.

## Fiestas y tradiciones
San Isidro: 15 de mayo.
Fiesta patronal; Nuestra Señora del Rosario: Primer fin de semanal de octubre.
Día del Pilar: 12 de octubre.